# Васильков, Иван Васильевич
Иван Васильевич Васильков (1904—1965) — полковник Советской Армии, участник Великой Отечественной войны, Герой Советского Союза (1945).

## Биография
Иван Васильков родился 9 сентября 1904 года в деревне Азарово (ныне — Мосальский район Калужской области) в рабочей семье. Окончил семь классов средней школы, затем совпартшколу, находился на комсомольской и профсоюзной работе. В 1926 году Васильков был призван на службу в Рабоче-крестьянскую Красную Армию. В 1927 году он вступил в ВКП(б). В 1930 году Васильков окончил Московскую артиллерийскую школу, в 1935 году — артиллерийские курсы. Проходил службу в Уральском военном округе, дослужился до должности командира артиллерийского полка.
С 1942 года — на фронтах Великой Отечественной войны. Участвовал в боях на Северо-Западном, 1-м и 2-м Прибалтийском, 1-м Белорусском фронтах. Принимал участие в боях под Демянском, освобождении Старой Руссы. С ноября 1943 года полковник Иван Васильков командовал артиллерией 79-го стрелкового корпуса 3-й ударной армии 2-го Прибалтийского фронта. В этой должности он принимал участие в Прибалтийской операции, освобождении города Себеж и Латвийской ССР. С конца декабря 1944 года корпус был передан в состав 1-го Белорусского фронта и передислоцирован под Варшаву. Васильков принимал участие в Висло-Одерской операции, артиллерия под его командованием способствовало успешному освобождению корпусом ряда польских городов. 6 марта 1945 года корпус вышел к Балтийскому морю в районе города Кашмин.
В начале апреля 1945 года корпус выдвинулся для наступления на Берлин в районе города Кинитц (нем. Kienitz). 16 апреля он переправился через Одер и прорвал немецкую оборону на западном берегу реки. Действия артиллерии корпуса способствовали успешному выполнению боевой задачи, поставленной перед ним в целом. Корпусной артиллерией было уничтожено большое количество огневых точек, более 60 танков и самоходок, более 150 артиллерийских орудий, более 8 тысяч солдат и офицеров противника. С 22 апреля корпус принимал участие в уличных боях в Берлине. Васильков распорядился включить в штурмовые группы артиллерийские подразделения, которые помогали группам подавлять огневые точки в зданиях, боролись с танками, самоходками и «фаустниками». Вечером 28 апреля подразделения корпуса вышли к мосту Мольтке и захватил его. 29 апреля 1945 года Васильков, выставив на прямую наводку 90 орудий 150-й стрелковой дивизии, а также 48 орудий 171-й стрелковой дивизии, отдал приказ о начале обстрела рейхстага, района Бранденбургских ворот и парка Тиргартен. Массированный обстрел способствовал успеху штурма рейхстага и водружению Знамени Победы на его куполе.
Указом Президиума Верховного Совета СССР от 31 мая 1945 года за «образцовое выполнение боевых заданий командования на фронте борьбы с немецкими захватчиками, умелое руководство артиллерией в Берлинской операции и проявленные при этом отвагу и геройство» полковник Иван Васильков был удостоен высокого звания Героя Советского Союза с вручением ордена Ленина и медали «Золотая Звезда» за номером 6736.
После окончания войны Васильков продолжал службу в Советской Армии. В 1946 году он окончил Высшие академические курсы при Военной академии имени Дзержинского. В 1958 году в звании полковника Васильков вышел в отставку. Проживал в Москве, скончался 3 августа 1965 года. Похоронен на Люблинском кладбище.
Был награждён двумя орденами Ленина, тремя орденами Красного Знамени, двумя орденами Красной Звезды, а также иностранным орденом и рядом медалей.